# Dorfkirche Bönitz

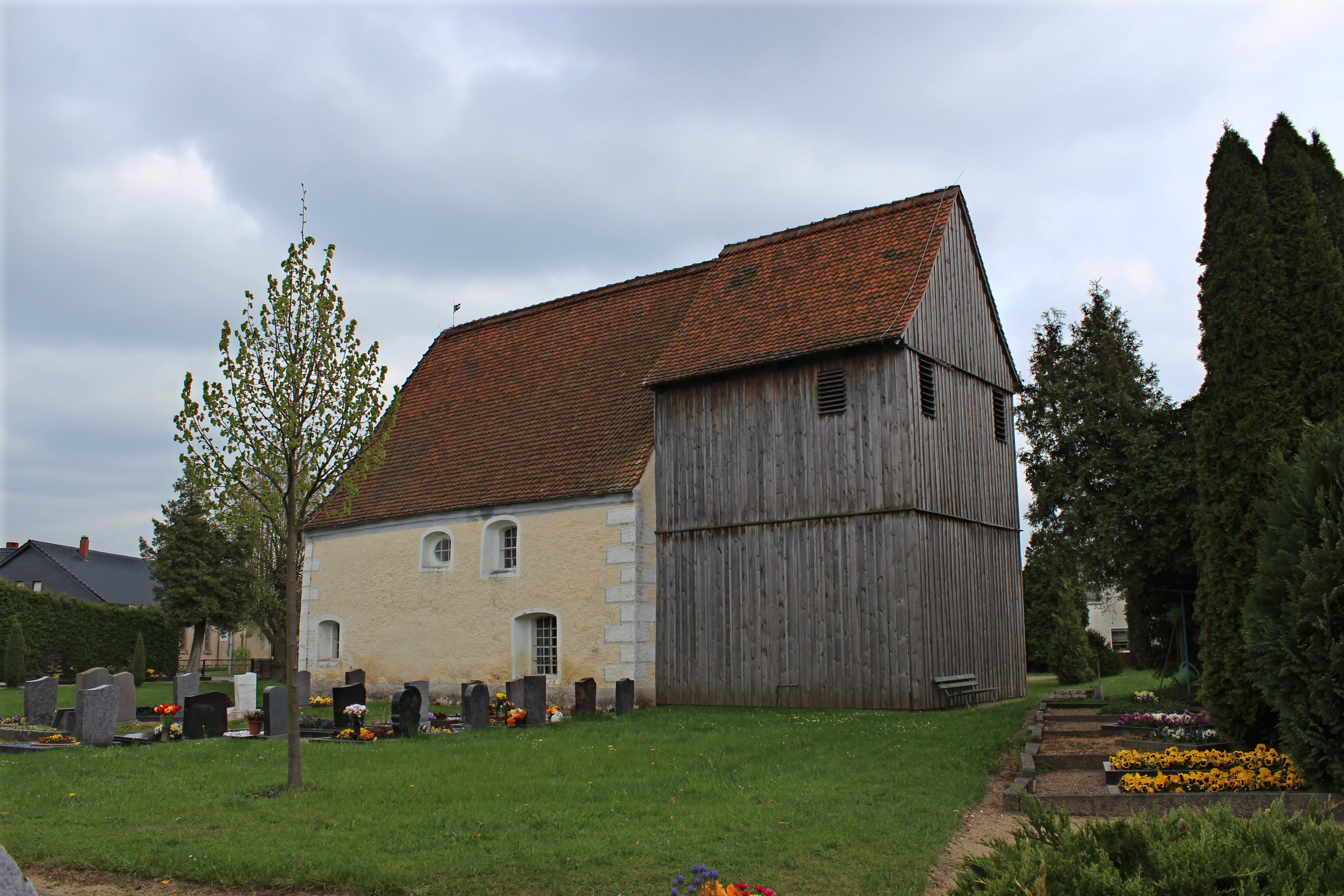
Dorfkirche Bönitz

Die evangelische Dorfkirche Bönitz ist ein denkmalgeschütztes Kirchengebäude im Ortsteil Bönitz in der Kleinstadt Uebigau-Wahrenbrück im südbrandenburgischen Landkreis Elbe-Elster.
In der touristisch über das regionale Projekt Kirchenstraße Elbe-Elster erschlossenen Kirche finden sporadisch Konzerte an einer hier vorhandenen Raspe-Orgel aus dem Jahre 1870 statt.

## Baubeschreibung und -geschichte

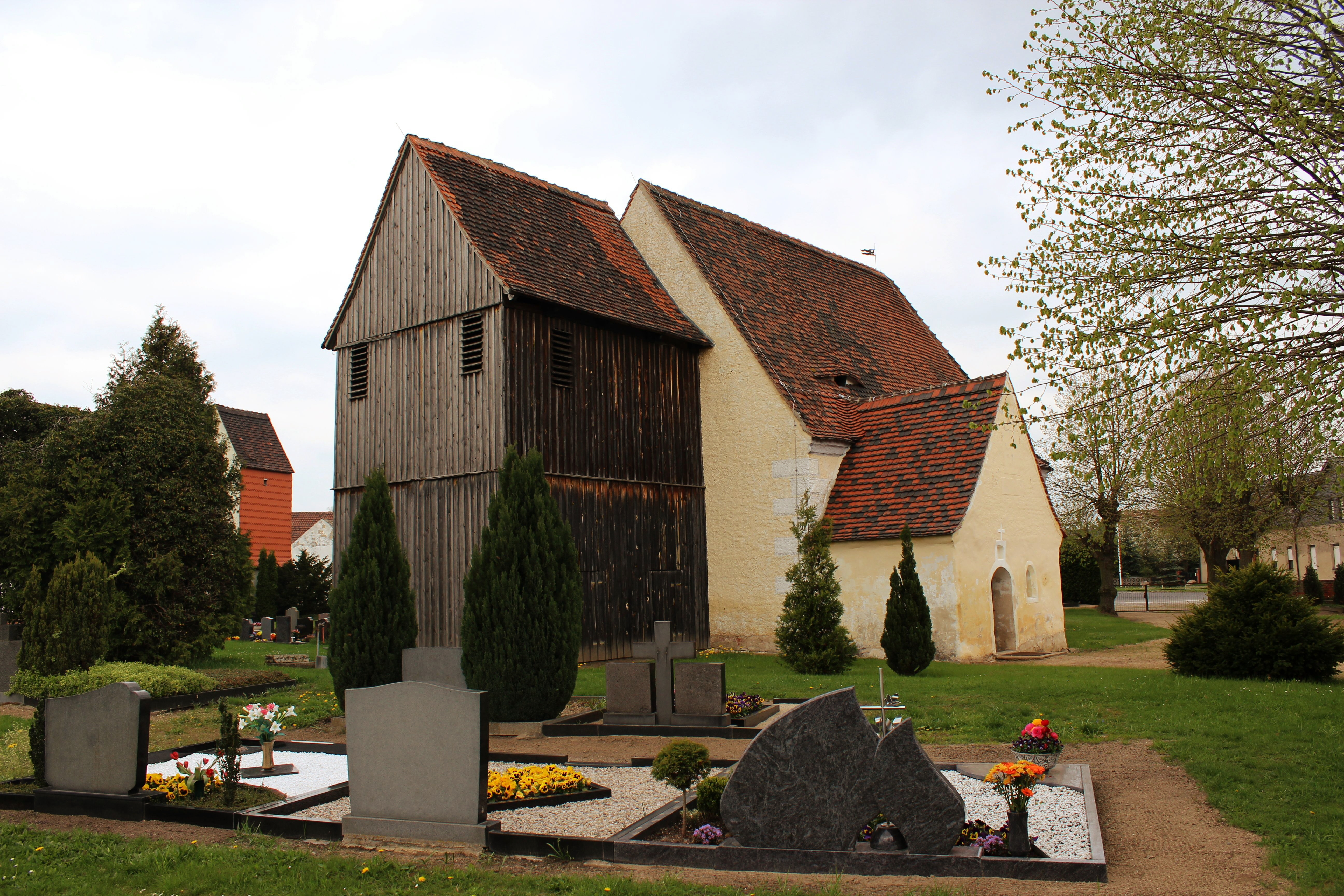
Südseite mit Vorhalle

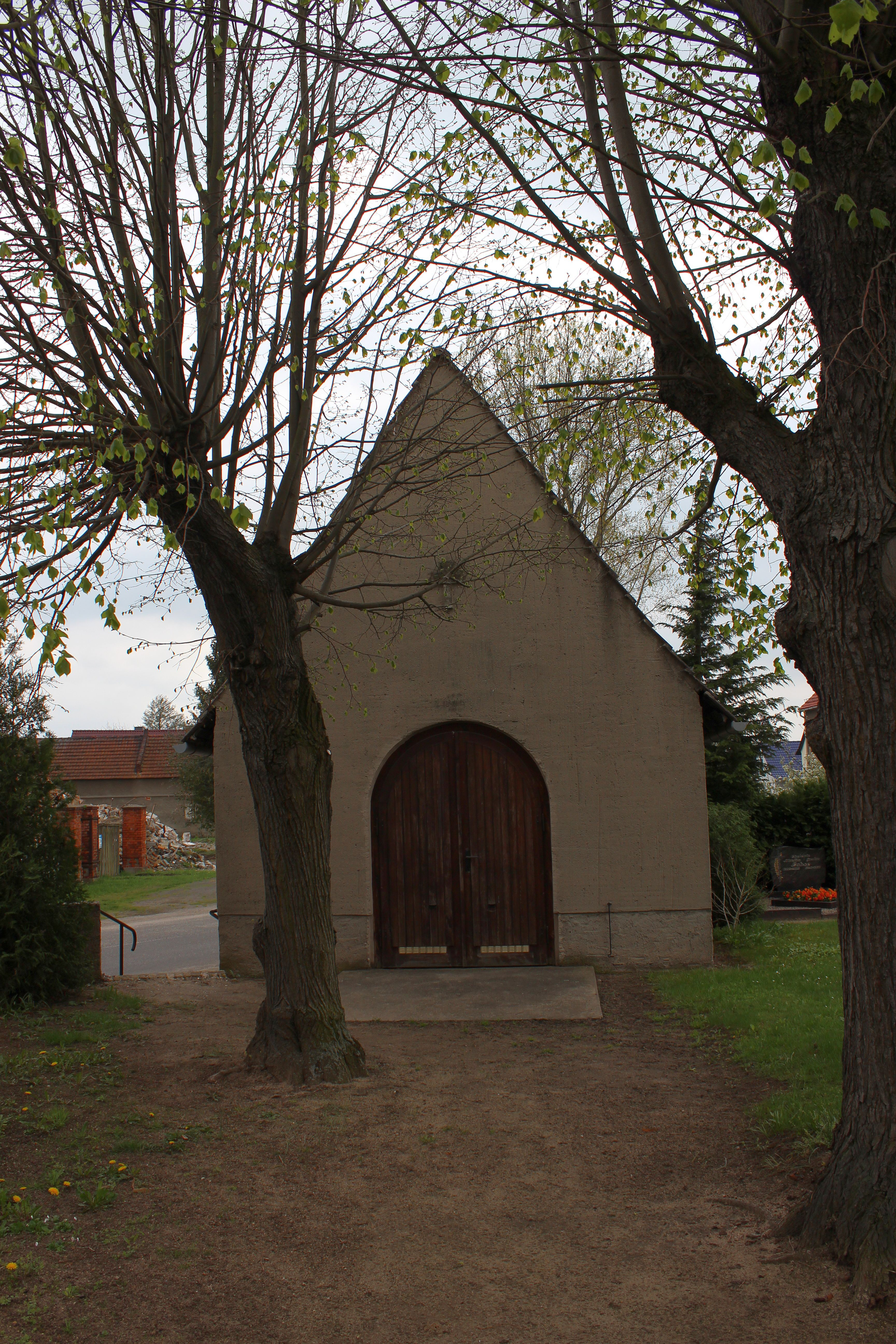
Trauerhalle

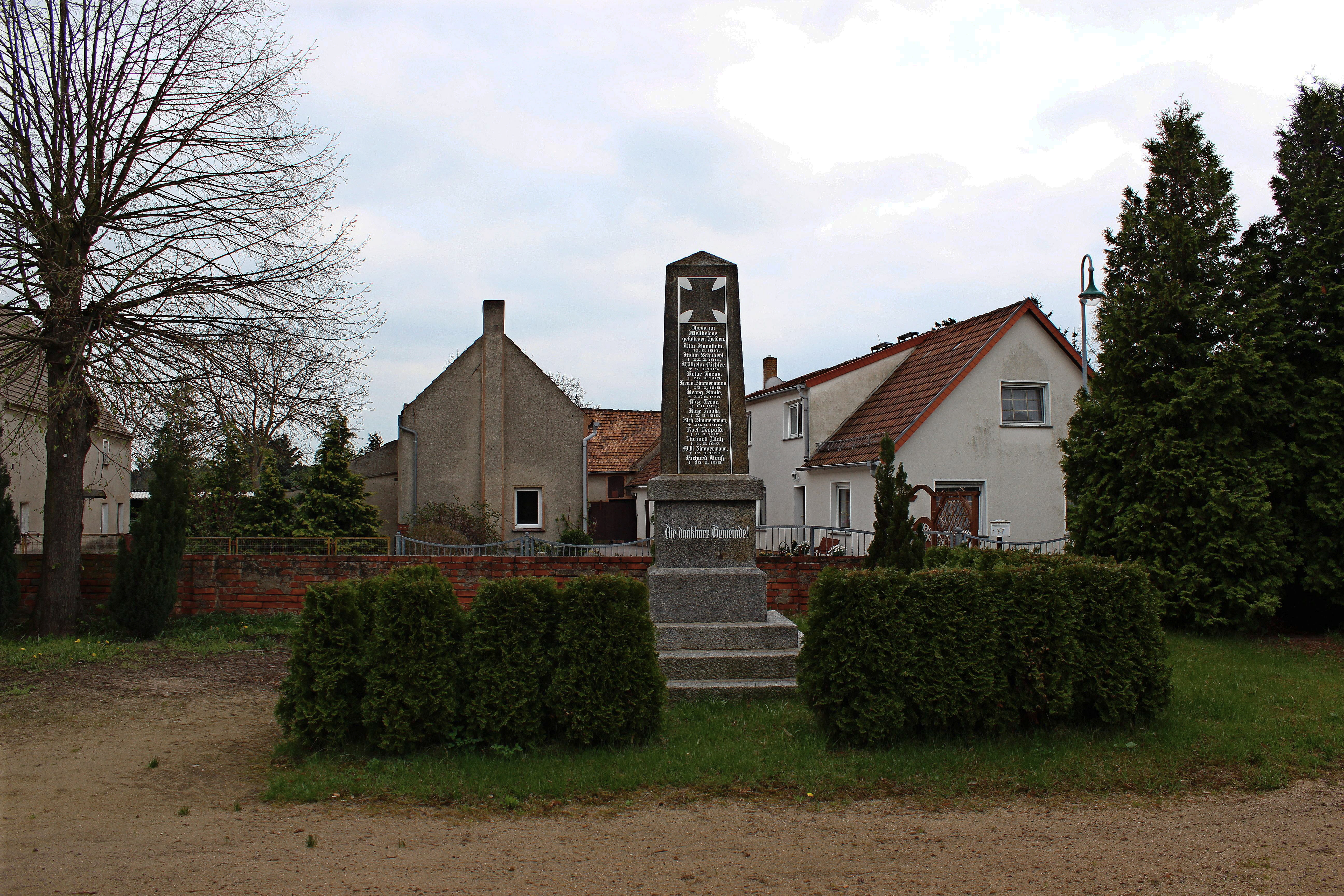
Kriegerdenkmal

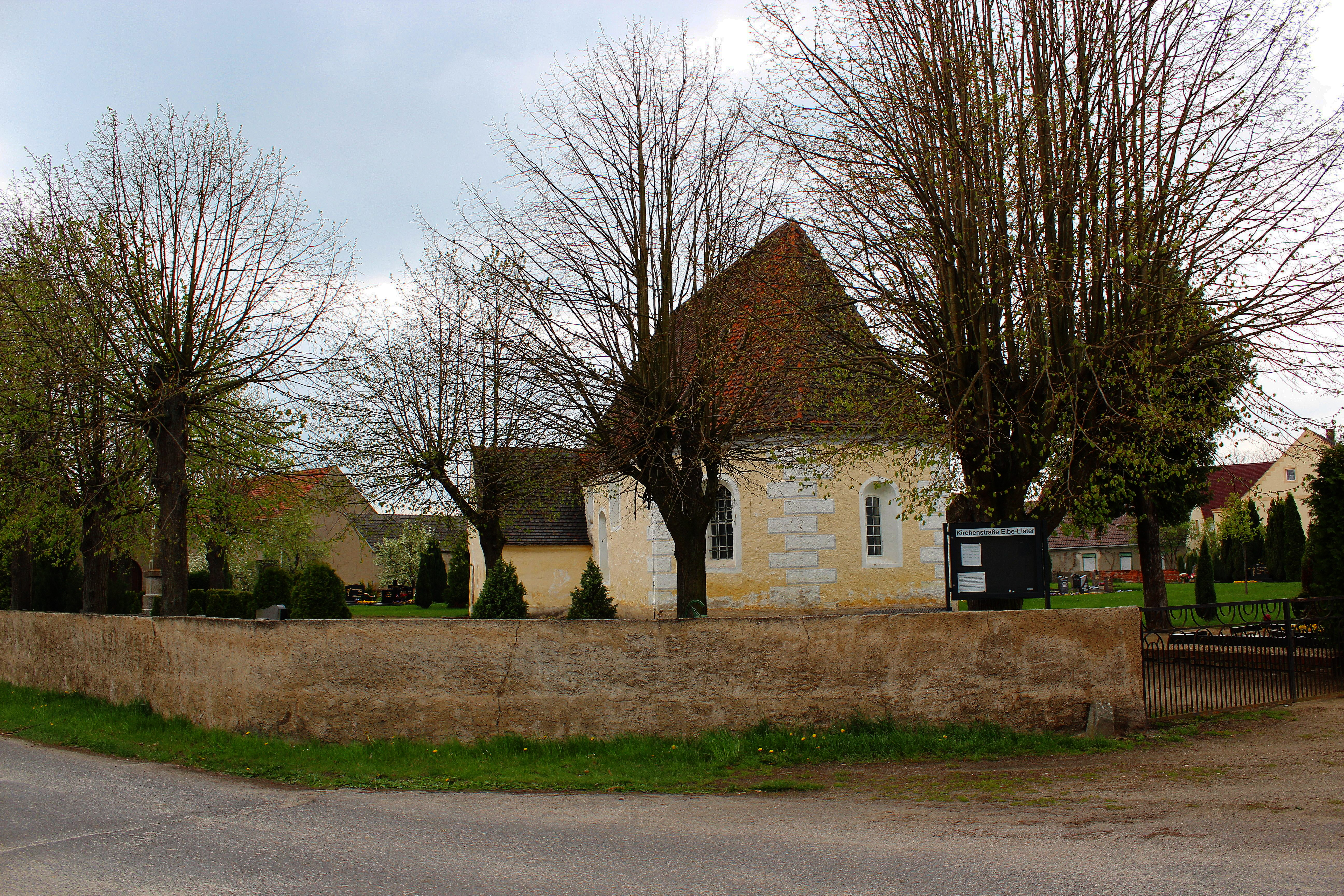
Ostseite der Kirche mit Friedhofseingang

Bei der Bönitzer Dorfkirche handelt es sich um einen kleinen verputzten Saalbau mit dreiseitigem Ostschluss aus dem Jahre 1545. Die Fenster wurden später barock verändert. Die Südvorhalle stammt aus dem Jahre 1629. Dabei wurde wohl auch die Westwand in Backstein erneuert.
Im Westen des Kirchenschiffs schließt sich des Weiteren ein mit Biberschwänzen gedeckter und im 19. Jahrhundert verbretterter Glockenturm an. Der Holzständerbau entstand offensichtlich im Jahre 1650 und ist nur wenig höher als der eigentliche Kirchenbau. Er gilt als eine regionale Besonderheit.
Da an der vom Ortsfriedhof umgebenen Kirche schwere bauliche Schäden auftraten, wurde die Bönitzer Kirche mit Hilfe der Deutschen Stiftung Denkmalschutz seit 1999 umfangreich restauriert.

## Ausstattung
Das Innere der Kirche ist flachgedeckt. Sie besitzt eine einheitliche schlichte Ausstattung aus Holz aus der Zeit um 1628.
Die dreiseitige vorgebauchte mit einer ornamental bemalten Brüstung ausgeführte Hufeisenempore wurde im Laufe der Jahrhunderte mehrfach verändert. Der Kanzelaltar ist von Säulenarchitektur mit Beschlagwerk geprägt. Auf der Predella zeigt das Gemälde die Abendmahlsszene. Der hölzerne polygonale Kanzelkorb ist mit Gemälden bemalt, die drei Evangelisten darstellen. Im Boden vor dem Altar ist der Grabstein des Pfarrers Martin Hoinius eingelassen. Das ebenfalls mit Beschlagwerk verzierte oktogonale Taufbecken der Kirche stammt aus dem Jahre 1628.
In der Kirche befindet sich des Weiteren eine im Jahre 1870 vom Liebenwerdaer Orgelbaumeister Christian Friedrich Raspe (1822–1892) erschaffene Orgel. Das Instrument war zwischenzeitlich nicht mehr bespielbar und wurde im Jahre 2004 überholt. Bei den von der Bad Liebenwerdaer Orgelbaufirma Voigt (Nachfolgefirma Raspes) durchgeführten Restaurierungsarbeiten wurde die Orgel in alle Einzelteile zerlegt, neue Pfeifen eingesetzt und das Holzgehäuse gestrichen. Bereits zwei Jahre vorher war ein neuer Motor für den Blasebalg eingebaut worden.
Die Bönitzer Orgel verfügt über eine mechanische Schleiflade, ein Manual und neun Register.
| I Manual C–e3 |    |
| Principal     | 8′ |
| Gedackt       | 8′ |
| Flöte         | 8′ |
| Octave        | 4′ |
| Gedackt       | 4′ |
| Octave        | 2′ |
| Mixtur II     |    |

| Pedal C–c1 |     |
| Subbass    | 16′ |
| Violonbass | 8′  |

In unmittelbarer Nachbarschaft der Kirche erinnert auf dem Friedhof ein Kriegerdenkmal in Form einer Stele an die im Ersten Weltkrieg gefallenen Dorfbewohner. Im Süden des Friedhofs wurde außerdem eine Trauerhalle gebaut.